# کالابوزوس
کالابوزوس (به اسپانیایی: Calabozos) یک کوه در شیلی است که در کوه‌های آند واقع شده‌است. کالابوزوس ۳٬۵۰۸ متر بالاتر از سطح دریا واقع شده‌است.